# Pirata piratoides
Pirata piratoides este o specie de păianjeni din genul Pirata, familia Lycosidae. A fost descrisă pentru prima dată de Friedrich Wilhelm Bösenberg și Strand, 1906. Conform Catalogue of Life specia Pirata piratoides nu are subspecii cunoscute.